# ويليام هيوز (كاهن كاثوليكي)
ويليام هيوز (بالإنجليزية: William Anthony Hughes)‏ هو كاهن كاثوليكي أمريكي، ولد في 23 سبتمبر 1921 في يونغزتاون في الولايات المتحدة، وتوفي في 7 فبراير 2013 في كنتاكي في الولايات المتحدة.